# Heliophanus mucronatus
Heliophanus mucronatus este o specie de păianjeni din genul Heliophanus, familia Salticidae, descrisă de Simon, 1901. Conform Catalogue of Life specia Heliophanus mucronatus nu are subspecii cunoscute.